# Pledis Entertainment
Pledis Entertainment ist eine südkoreanische Künstleragentur und ein Plattenlabel. Das Unternehmen wurde 2007 von Han Sung Soo, einem ehemaligen Tänzer bei S.M. Entertainment, gegründet. Schwerpunkt ist das Casting von Einzelkünstlern und Musikgruppen, den so genannten Idols.
Nachdem Pledis im Jahr 2007 mit der Sängerin Son Dam Bi nicht den erhofften kommerziellen Erfolg erzielen konnte, wurde 2009 die Girlgroup After School aufgestellt. Mit ihr gelang dem Label der Durchbruch; die Band erreichte mit ihren Veröffentlichungen sowohl die Top Ten in Südkorea als auch in den japanischen Oricon-Charts. Im Jahr 2010 formierte Pledis aus den Mitgliedern von After School die Girlgroup Orange Caramel und 2011 A.S. Red und Blue. Die Veröffentlichungen beider Bands erreichte ebenfalls die Top Ten der südkoreanischen Charts.
Zugleich kündigte das Label an, künftig auch außerhalb Südkoreas auf Talentsuche gehen zu wollen. Im Herbst 2011 fanden Castings in Los Angeles und San Francisco statt. 2012 wurde mit NU’EST erstmals in der Labelgeschichte eine Boygroup präsentiert. Im Mai 2012 debütierte außerdem Pledis’ neue Girlgroup Hello Venus. Im Jahr 2015 wurde die Boygroup Seventeen vorgestellt. Diese bestand aus 13 Mitgliedern, die in weiteren Units eingeteilt wurden (Performance, Hip-Hop und Vocal Unit).
Nayoung und Jieqiong waren beide Trainees von Pledis Entertainment, durch die Teilnahme an der Fernsehshow Produce101 im Jahre 2015, gelang es beiden in die Gruppe I.O.I zu gelangen, die für ein Jahr bestehen sollte. Im Jahre 2016 erschien eine weitere Südkoreanische Girl Group mit dem Namen Pristin (auch als Plediz Girls) bekannt. Pristin wurde gegründet, weil der Vertrag von Nayoung und Jieqiong mit I.O.I (unter YMC Entertainment) ablief. Pristin besteht aus 10 Mitgliedern: Nayoung, Minkyung, Kyungwon, Eunwoo, Yebin, Jieqiong, Yewon, Sungyeon, Siyeon und Kyla.